# Lista siturilor arheologice din județul Timiș - A
Lista siturilor arheologice din județul Timiș - A conține toate siturile arheologice din județul Timiș înscrise în Repertoriul Arheologic Național (RAN) și aflate în localități al căror nume începe cu litera A. RAN este administrat de Ministerul Culturii și Patrimoniului Național și cuprinde date științifice, cartografice, topografice, imagini și planuri, precum și orice alte informații privitoare la zonele cu potențial arheologic, studiate sau nu, încă existente sau dispărute.
Puteți căuta un sit din localitățile care încep cu litera A folosind formularul de mai jos sau puteți naviga prin toate siturile din județ la Lista siturilor arheologice din județul Timiș.
| Cod RAN                                | Denumire | Localitate               | Adresă               | Datare              | Descoperit | Coordonate                                    | Imagine           | Erori            |
| -------------------------------------- | --- | ------------------------ | -------------------- | ------------------- | ---------- | --------------------------------------------- | ----------------- | ---------------- |
| 157709.01.04 (Cod LMI: TM-I-s-B-06051) | Cetatea medievală de la Alioș - Cetatea Turcească / ansamblu anonim (Categorie: fortificație) (Tip: Fortificație de pământ)   | sat Alioș, comuna Mașloc | Cetatea Turcească    | sec. XIV - XV       |            | 46°01′27″N 21°30′05″E / 46.02417°N 21.50139°E | Încărcați imagine | Raportați eroare |
| 157709.01.01 (Cod LMI: TM-I-s-B-06051) | Cetatea medievală de la Alioș - Cetatea Turcească / ansamblu anonim (Categorie: fortificație) (Tip: Așezare deschisă)         | sat Alioș, comuna Mașloc | Cetatea Turcească    | Tiszapolgar și Bz D |            | 46°01′27″N 21°30′05″E / 46.02417°N 21.50139°E | Încărcați imagine | Raportați eroare |
| 157709.01.02 (Cod LMI: TM-I-s-B-06051) | Cetatea medievală de la Alioș - Cetatea Turcească / ansamblu anonim (Categorie: fortificație) (Tip: Așezare deschisă)         | sat Alioș, comuna Mașloc | Cetatea Turcească    |                     |            | 46°01′27″N 21°30′05″E / 46.02417°N 21.50139°E | Încărcați imagine | Raportați eroare |
| 157709.01.03 (Cod LMI: TM-I-s-B-06051) | Cetatea medievală de la Alioș - Cetatea Turcească / ansamblu anonim (Categorie: fortificație) (Tip: Așezare deschisă)         | sat Alioș, comuna Mașloc | Cetatea Turcească    |                     |            | 46°01′27″N 21°30′05″E / 46.02417°N 21.50139°E | Încărcați imagine | Raportați eroare |
| 157709.02.01                           | Fortificația de epoca bronzului de la Alioș "Valea Alioșu" / ansamblu anonim (Categorie: fortificație) (Tip: Fortificație)    | sat Alioș, comuna Mașloc | Valea Alioșu         |                     |            | 46°03′52″N 21°30′18″E / 46.06445°N 21.505°E   | Încărcați imagine | Raportați eroare |
| 157709.03.01                           | Valul de pământ de la Alioș "Drumul Năzdrăvenilor" / ansamblu anonim (Categorie: fortificație) (Tip: Val de pământ)           | sat Alioș, comuna Mașloc | Drumul Năzdrăvenilor |                     |            | 46°03′12″N 21°29′21″E / 46.05333°N 21.48917°E | Încărcați imagine | Raportați eroare |
| 157709.04.01                           | Așezarea neolitică de la Alioș / ansamblu anonim (Categorie: locuire) (Tip: așezare)                                          | sat Alioș, comuna Mașloc |                      |                     |            |                                               | Încărcați imagine | Raportați eroare |
| 157709.05.01                           | Așezarea de epoca bronzului de la Alioș / ansamblu anonim (Categorie: locuire) (Tip: așezare)                                 | sat Alioș, comuna Mașloc |                      |                     |            |                                               | Încărcați imagine | Raportați eroare |
| 157709.06.01                           | Cetatea de pământ de epocă necunoscută de la Alioș / ansamblu anonim (Categorie: fortificație) (Tip: cetate de pamânt)        | sat Alioș, comuna Mașloc |                      |                     |            |                                               | Încărcați imagine | Raportați eroare |
| 157709.07.01                           | Val de pământ de epoca romană de la Alioș - Valea Olurocului / ansamblu anonim (Categorie: fortificație) (Tip: Val de pământ) | sat Alioș, comuna Mașloc | Valea Olurocului     |                     |            |                                               | Încărcați imagine | Raportați eroare |